# Андреєв Володимир Володимирович
Володимир Володимирович Андреєв (нар. 4 грудня 1951, Ногінськ, Московська область, СРСР — пом. 4 січня 2011, Казань, Татарстан) — радянський та український хокеїст і тренер. 

## Із біографії
Виступав у захисті команд «Кристал» (Електросталь), «Хімік» (Дніпродзержинськ), СКА МВО (Калінін), «Іжсталь» і «Сокіл». У складі киян провів шість сезонів. Віце-чемпіон першої ліги в сезоні 1977/78. Два роки був капітаном команди. Один з найрезультативніших захисників «Сокола» в чемпіонатах СРСР: провів 278 матчів, 113 очок (56 закинутих шайб + 57 результативних передач). За чотири сезони у вищій лізі — 171 матч, 61 очко (23+38).
На початку 80-х очолив клуб другої ліги «Машинобудівник» (згодом змінив назву — ШВСМ). За його ініціативою команда почала формуватися з вихованців школи «Сокола». В сезоні 1985/86 хокеїсти київського клубу стали переможцями першості в західній зоні і дістали підвищення в класі.
В 90-х роках був головним тренером російських клубів «Нафтохімік» (Нижньокамськ) і «Воронеж». Очолював збірну України на трьох Універсіадах (третє місце на турнірі 2001 року). Наставник «Дніпровських вовків» — бронзових мадалістів чемпіонату України 2005/06.
Похований на Берковецькому кладовищі у м. Києві, Україна.

## Статистика
Ігрова кар'єра:
| Сезон   | Команда       | Ліга  | І  | Г  | П  | О  | Штр |
| ------- | ------------- | ----- | -- | -- | -- | -- | --- |
| 1970-71 | «Кристал»     | перша | 9  | 0  | -  | -  | 6   |
| 1971-72 | «Хімік»       | друга | -  | 4  | -  | -  | -   |
| 1972-73 | СКА МВО       | перша | 47 | 5  | 1  | 6  | 45  |
| 1973-74 | СКА МВО       | перша | 46 | 4  | 2  | 6  | 46  |
| 1974-75 | «Іжсталь»     | друга | -  | 5  | -  | -  | -   |
| 1975-76 | «Іжсталь»     | перша | 51 | 7  | 8  | 15 | 64  |
| 1976-77 | «Сокіл»       | перша | 47 | 9  | 8  | 17 | 52  |
| 1977-78 | «Сокіл»       | перша | 51 | 18 | 10 | 28 | 40  |
| 1978-79 | «Сокіл» («C») | вища  | 44 | 11 | 11 | 22 | 46  |
| 1979-80 | «Сокіл» («C») | вища  | 43 | 5  | 9  | 14 | 22  |
| 1980-81 | «Сокіл»       | вища  | 49 | 4  | 12 | 16 | 34  |
| 1981-82 | «Сокіл»       | вища  | 35 | 3  | 6  | 9  | 28  |

Тренерська діяльність:
| Сезон     | Команда                             | Посада          |
| --------- | ----------------------------------- | --------------- |
| 1982/1983 | «Іжорець» Ленінград                 | Тренер          |
| 1985/1987 | «ШВСМ» Київ                         | Головний тренер |
| 1989/1990 | «Кристал» Саратов                   | Тренер          |
| 1990/1991 | «Металург» Череповець               | Тренер          |
| 1991/1992 | «Кристал» Електросталь              | Головний тренер |
| 1995/1999 | «Нафтохімік» Нижньокамськ           | Головний тренер |
| 1999/2000 | «Вороніж»                           | Головний тренер |
| 2003/2004 | Болгарія                            | Тренер          |
| 2005/2006 | «Дніпровські вовки» Дніпропетровськ | Головний тренер |

## Сім'я
Дружина – Андреєва Олена Аркадіївна, 1953 р.н., син – Андрєєв Андрій Володимирович, 1977 р.н., дочка – Андреєва Олександра Володимирівна, 1985 р.н., станом на кінець 2021 року проживають у Києві, Україна. Є один онук та дві онуки.
Брат – Андрєєв Петро Володимирович, відомий радянський та російський хокеїст.